# Oesjakov (eiland)
Het Oesjakov-eiland (Russisch: Остров Ушакова, Ostrov Oesjakova) is een tot Rusland behorend geïsoleerd gelegen eiland in de Noordelijke IJszee, ongeveer halfweg tussen Frans Jozefland en de Noordland archipel, in het noorden van de Karazee.
Het hoogste punt ligt op 294 m. De oppervlakte bedraagt 328 km², waarvan 45% bedekt is met gletsjers.
Het eiland werd in 1935 ontdekt door een expeditie onder leiding van de Sovjet-Russische cartograaf en oceanoloog Georgi Oesjakov met de ijsbreker Sadko. In 1945 werd er een poolstation geopend en in 1954/55 werd er voor het eerst overwinterd.